# Breitenbach-Haut-Rhin

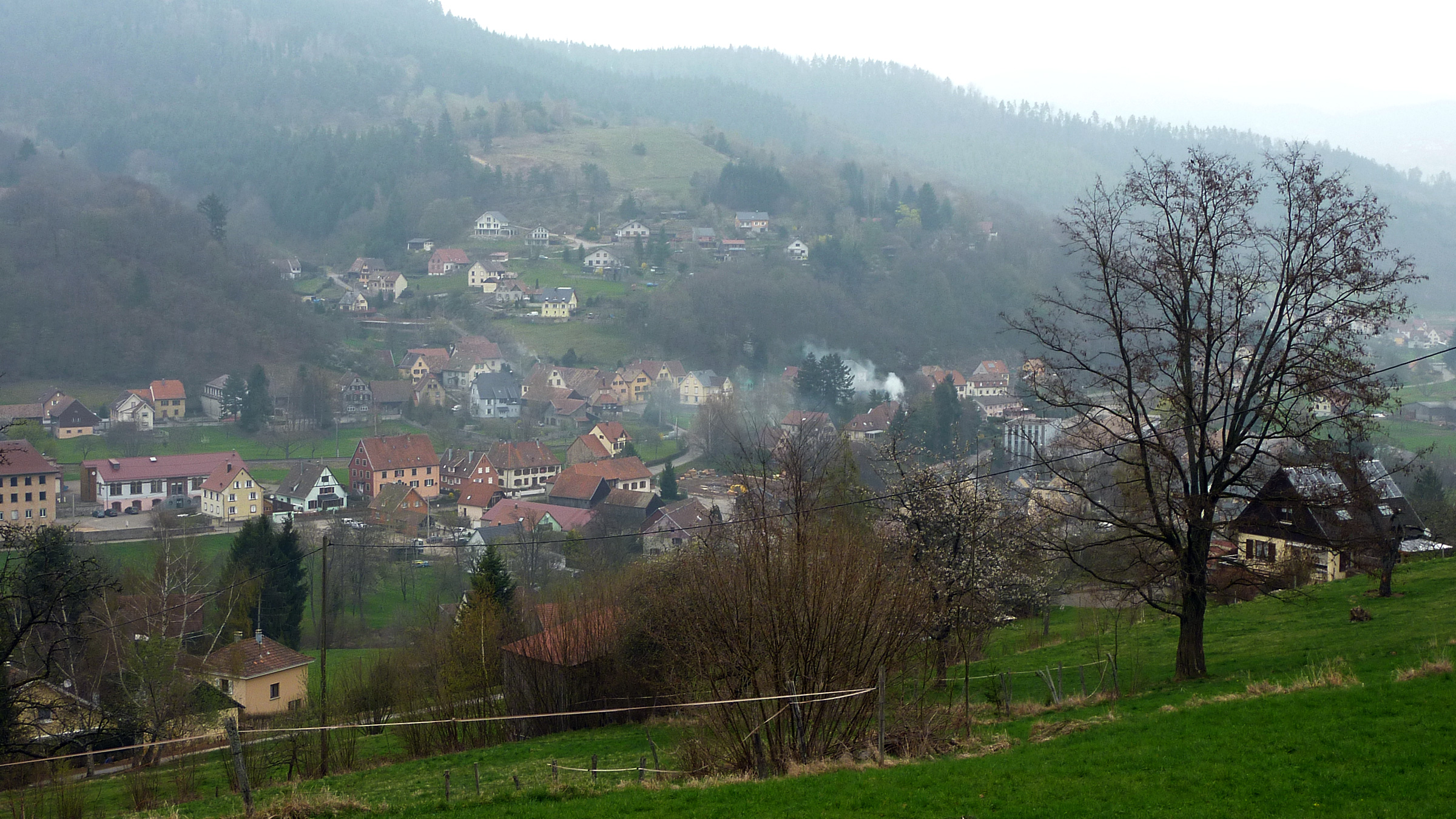
Breitenbach

Breitenbach-Haut-Rhin là một xã thuộc tỉnh Haut-Rhin trong vùng Grand Est, đông bắc Pháp.